# Francis Marion Crawford
Francis Marion Crawford (2. srpna 1854 Bagni di Lucca – 9. dubna 1909 Sant' Agnello, Kampánie) byl americký spisovatel a dramatik, známý svými podivnými a hororovými příběhy, z nichž byly některé zfilmovány.

## Životopis
Byl synem amerického sochaře Thomase Crawforda (1814) a Louisy Cutler Wardové, sestry americké básnířky Julie Ward Howeové. Po otcově smrti v roce 1857 se jeho matka provdala za Luthera Terryho. Francis Marion měl sestru spisovatelku Mary Fraserovou-Crawfordovou (1851–1922) a nevlastní sestru Margaret Chanlerovou-Terryovou. S manželkou Elizabeth Marion Berdanovou měl dva syny a dvě dcery: Eleanor, Harolda, Claru a Bertrama.
Studoval v letech 1866–1877 postupně na školách: St Pauls v Concordu, universitě v Cambridge, univerzitě v Heidelbergu, univerzitě v Římě a Harvardově univerzitě.
V roce 1879 odešel do Indie, kde studoval sanskrt a stal se redaktorem novin Allahabad Indian Herald. Po svém návratu do Spojených států pokračoval rok ve studiu sanskrtu v Cambridge na Harvardově univerzitě, spolupracoval s různými časopisy a v roce 1882 napsal svůj první román Pan Isaacs, brilantní zobrazení života Angličana v Indii smíšeného s prvky tajemna a romantického orientalismu. Kniha měla okamžitý úspěch, stejně jako další, Dr. Claudius (1883). Mluvil správně šestnácti jazyky. Po krátkém pobytu v New Yorku a Bostonu se v roce 1883 vrátil do Itálie, do Sant' Agnella, kde se usadil ve vile vlastní stavby, která nesla jeho jméno.
Následujících 24 let si udržoval svou rezidenci v Sant' Agnellu, zatímco nadále cestoval po světě, přednášel a sbíral materiál pro svou práci. Napsal přes čtyřicet románů a několik svazků historie. V letech mezi devatenáctým a dvacátým stoletím byl jedním z nejplodnějších a nejznámějších spisovatelů v anglosaském světě.

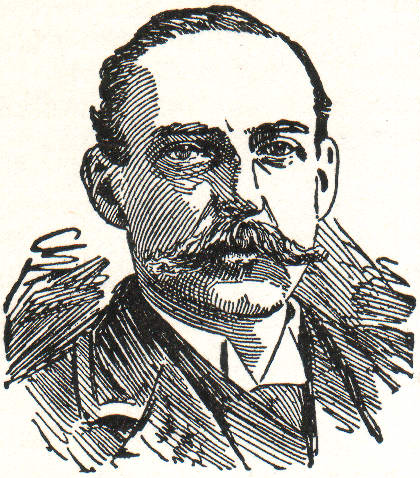
portrét

## Dílo

### Romány
- Mr. Isaacs: A Tale of Modern India (1882)
- Dr. Claudius (1883)
- To Leeward (1884), actually late 1883. The second American edition (Macmillan, 1893) is the only novel that Crawford substantively revised.
- A Roman Singer (1884); Bernhard Tauchnitz, Leipzig, Vol. 2254 of the Collection of British Authors
- An American Politician (1884); U.S. title-page has 1885
- Zoroaster (1885), historical novel about the Persian religious leader
- A Tale of a Lonely Parish (1886)
- Saracinesca (1887)
- Marzio's Crucifix (1887)
- Paul Patoff (1887)
- With the Immortals (1888)
- Greifenstein (1889)
- Sant' Ilario (1889); sequel to Saracinesca
- A Cigarette-Maker's Romance (1890)
- Khaled: A Tale of Arabia (1891)
- The Witch of Prague (1891)
- The Three Fates (1892)
- Don Orsino (1892); sequel to Sant' Ilario
- The Children of the King (1893)
- Pietro Ghisleri (1893)
- Marion Darche (1893)
- Katharine Lauderdale (1894) (partly written while Crawford was staying at the Sinclair House)
- The Upper Berth (1894); with "By the Waters of Paradise"
- Love in Idleness (1894)
- The Ralstons (1894); sequel to Katharine Lauderdale
- Casa Braccio (1895); related to Katharine Lauderdale and The Ralstons
- Adam Johnstone's Son (1896)
- Taquisara (1896)
- A Rose of Yesterday (1897)
- Corleone (1897)
- Via Crucis (1899) historical novel about the Second Crusade
- In the Palace of the King (1900) historical novel about Philip II of Spain
- Marietta (1901) historical novel set in Venice in 1470
- Cecilia (1902)
- Man Overboard! (1903) [novella]
- The Heart of Rome (1903)
- Whosoever Shall Offend (1904)
- Soprano (1905); U.S. title Fair Margaret.
- A Lady of Rome (1906)
- Arethusa (1907)
- The Little City of Hope (1907)
- The Primadonna (1908); sequel to Soprano / Fair Margaret
- The Diva's Ruby (1908); sequel to The Primadonna
- The White Sister (1909)
- Stradella (1909)
- The Undesirable Governess (1910)

### Povídky
- Wandering Ghosts; British title: Uncanny Tales (1911)